# التغيير (فلم)
التغيير (بالإنجليزية: The Changeling) هو فيلم رعب نفسي كندي اصدر عام 1980م اخرج من قبل بيتر ميداك ومن بطولة جورج سي سكوت و تريش فان ديفير(زوجةجورج سي سكوت في الحقيقة). المنتجين التنفيذيين للفيلم هما ماريو كاسارو اندريو فاجنا؛الفيلم مبني على احداث ادعى الكاتب راسل هانتر انها حدثت معه عندما كان في دنفر (كولورادو).

## روابط خارجية
- مقالات تستعمل روابط فنية بلا صلة مع ويكي بيانات